# Coral Herrera
Pour les articles homonymes, voir Herrera.
Coral Herrera Gómez (née en 1977) est une féministe et autrice espagnole basée au Costa Rica, connue pour sa critique du concept de l'amour romantique et sa contribution aux études gaies et lesbiennes.

## Éducation
Coral Herrera est titulaire d'un diplôme en sciences humaines et en communication audiovisuelle de l'Université Charles-III de Madrid. Elle obtient son doctorat en sciences humaines et communication de la même université avec une thèse sur l’amour romantique en Occident et ses relations avec le capitalisme, le patriarcat et la démocratie. Elle a examiné la construction socioculturelle de la réalité, du genre et de l'amour romantique ; comment l'Occident construit ses émotions à travers des symboles, des mythes et des rites ; et comment l'amour romantique perpétue le capitalisme, le patriarcat et les démocraties.

## Travaux littéraires
Après avoir terminé son doctorat, et à la suite de la crise économique espagnole de 2008, Gomez s'installe au Costa Rica après un séjour à Paris. Elle publie des articles dans différents médias tels que Pikara Magazine, El País, eldiario.es et El Ciudadano, et collabore à des programmes tels que La Tuerka.
Le thème principal de son travail est la critique de l'amour romantique dans une perspective queer et de genre. Elle fait valoir que le romantisme est un produit du patriarcat et qu'il joue un rôle essentiel dans la construction binaire et hiérarchique de l'inégalité des sexes. En outre, elle déclare qu'il existe différentes manières de comprendre et de ressentir l'amour qui sont plus libératrices et satisfaisantes que les méthodes traditionnelles,,,.

## Livres publiés
- Más allá de las etiquetas: hombres, mujeres y trans, 2010[10].
- La construcción sociocultural del amor romántico, 2011[11].
- Bodas Diversas y Amores Queer, 2013[12].
- Bodas reales, bodas patriarcales: análisis queer de la boda de los príncipes de Asturias, 2014[13].
- Herrera Gomez (trad. de l'espagnol par Sophie Hofnung), Révolution amoureuse : Pour en finir avec le mythe de l'amour romantique [« Mujeres que ya no sufren por amor. Transformando el mito romantico »], Paris, Binge Audio Editions, 2021 (1re éd. 2018), 143 p. (ISBN 9782491260071).